# Симнишки манастир
Симнишкият манастир „Свети Симеон“ (на македонска литературна норма: Симнички манастир „Свети Симеон“) е бивш манастир край гостиварското село Симница, днес в Северна Македония, част от Тетовско-Гостиварската епархия на Македонската православна църква – Охридска архиепископия. Развалините на манастира са разположени е на 1 километър северозападно от Симница.
Няма данни кога е основан манастирът, но при археологочески разкопки са открити останки от средновековна църква и некроопол. Знае се, че манастирът е бил доста богат – имал е гора на склоновете на планината Буковик, ниви по долината на Симнишката река, както и големи пчелни кошери в самото село Симница и в село Оркюше.
За многобройната стока се грижели самите монаси. Главният манастирски събор се провеждал всяка година на 1 септември по стария календар, като на него идвали много хора от районите на Горен Полог, Мавровско поле, Горна река и Кичевията. Манастирът пострадва в Австро-турската война в 1689 година. В XVIII или XIX век в Симница пръво се заселили три албански семейства от Матия и с помощта на албанци от съседните села Падалище и Сърбиново, нападат християнските си съселяни и манастира. Тогава всички калугери са убити, игуменът на манастира е изгорен, а манастирът е разорен. Манастирът остава разрушен около 200 години. В периода 1935 и 1936 година по инициатива на вруточкия свещеник Аркадий Поптомов , манастирът е изграден повторно и в големи размери. При копането на основите са намерени два кръста, сребърен и железен, основи и други. В обновения манастир рисува известният български зограф Данаил Несторов. Манастирът започва да организира и ежегоден събор. След обновяването, има един монах, прислуга, гора и малко стока. В 1943 година, по време на Втората световна война, когато Симница е анексирана от Албания, в манастира влиза балистката чета на Джемаил Хасани – калугерът Никодим Аджиевич и прислужникът Марко са измъчвани и убити, стоката е разграбена, а манастирската църква е разрушена до основи.